# Gymnastes teucholaboides
Gymnastes teucholaboides är en tvåvingeart som först beskrevs av Alexander 1920.  Gymnastes teucholaboides ingår i släktet Gymnastes och familjen småharkrankar. Inga underarter finns listade i Catalogue of Life.